# Insenatura di Stravinsky
L'insenatura di Stravinsky è un'insenatura larga circa 24 km all'imboccatura e lunga 78, situata nella costa sud-occidentale dell'isola Alessandro I, al largo della Terra di Palmer, in Antartide. L'insenatura, che si estende in direzione est-ovest e la cui superficie è completamente ricoperta dai ghiacci, si trova in particolare tra la penisola  Shostakovich, a nord, e la penisola Monteverdi, a sud, e in essa si gettano, tra gli altri, i ghiacciai Glazunov e Lovell.

## Storia
L'insenatura di Stravinsky è stata mappata per la prima volta da membri dello United States Geological Survey grazie all'analisi di fotografie satellitari scattate da uno dei satelliti Landsat tra il 1972 e il 1973, ed è stata così battezzata dal Comitato britannico per i toponimi antartici in onore del compositore russo naturalizzato francese e poi divenuto statunitense, Igor' Fëdorovič Stravinskij.